# Jefferson Airplane Takes Off
Jefferson Airplane Takes Off is de debuut-lp van de rockband Jefferson Airplane. Hij werd opgenomen van december 1965 tot maart 1966 in RCA Victor's Music Center of the World in Hollywood CA en uitgegeven op RCA Victor in 1966.  De bezetting is anders dan op de latere lp's. De stijl is meer die van folkmuziek, in tegenstelling tot het genre psychedelische rock waar de band later beroemd mee werd. De muziek doet erg denken aan die van The Byrds, maar dat is wel vaker het geval bij zestiger jaren bands uit Californië. Niettemin preluderen nummers als bijvoorbeeld It's No Secret, Don't Slip Away en Blues From An Airplane al op de stijl waarmee de band later zo bekend zou worden. Het album bevat twee covers, Tobacco Road en Chauffeur Blues.
Dit is het enige officiële album waarop zangeres Signe Anderson te horen is. Ook de medewerking van drummer Skip Spence is eenmalig. Kort na de opname van Takes Off werden zij vervangen door respectievelijk Grace Slick en Spencer Dryden.
De lp werd opgevolgd door Surrealistic Pillow waarmee de band internationaal doorbrak, mede dankzij de van dat album afkomstige singles Somebody to Love en White Rabbit.

## Tracks op de originele lp
1. "Blues from an Airplane" (Balin/Spence, BMI  – 2:10)
2. "Let Me In"              (Balin/Kantner, BMI  – 2:55) lead vocal: Paul Kantner
3. "Bringing Me Down"       (Balin/Kantner, BMI  – 2:22)
4. "It's No Secret"         (Balin, BMI  – 2:37)
5. "Tobacco Road"           (John D. Loudermilk, ASCAP  – 3:26)
6. "Come Up the Years"      (Balin/Kantner, BMI  – 2:30)
7. "Run Around"             (Balin/Kantner, BMI  – 2:35)
8. "Let's Get Together"     (Chester Powers, BMI  – 3:32)
9. "Don't Slip Away"        (Balin/Spence, BMI  – 2:31)
10. "Chauffeur Blues"        (Lester Melrose, ASCAP  – 2:25) lead vocal: Signe Toly Anderson
11. "And I Like It"          (Balin/Kaukonen, BMI  – 3:16)

## Singles van dit album
- "It's No Secret / Runnin' Round This World" (1966)
- "Come Up the Years / Blues from an Airplane" (1966)
- "Bringing Me Down / Let Me In" (1966)

## Bezetting
- Marty Balin - zang, gitaar
- Signe Toly Anderson - zang
- Jorma Kaukonen - zang, lead guitar
- Paul Kantner - zang, slaggitaar
- Jack Casady - basgitaar
- Skip Spence - drums